# Funció diferenciable
El concepte de  funció diferenciable  és una generalització per al càlcul en diverses variables del concepte més simple de funció derivable. En essència una funció diferenciable admet derivades en qualsevol direcció i pot aproximar com a mínim fins a primer ordre per una aplicació afí.
La formulació rigorosa d'aquesta idea intuïtiva però és una mica més complicada i requereix coneixements d'àlgebra lineal. Cal notar que, encara que una funció de diverses variables admeti derivades parcials segons cadascuna de les seves variables, no necessàriament això implica que sigui una funció diferenciable.

## Definició
Una funció de diverses variables es dirà diferenciable en {\displaystyle x_{0}\in \mathbb {R} ^{n}} si {\displaystyle f:\Omega \subset \mathbb {R} ^{n}\to \mathbb {R} ^{m}}, essent {\displaystyle \Omega } un conjunt obert En {\displaystyle \mathbb {R} ^{n}}, si hi ha una transformació lineal {\displaystyle T\,} que compleixi:

{\displaystyle f(x_{0}+h)=f(x_{0})+T(h)+\theta (h)\;}

On {\displaystyle \theta (h)} compleix que:

{\displaystyle \lim _{h\to 0}{\frac {\lVert \Theta (h)\rVert }{\lVert h\rVert }}=0}

és a dir {\displaystyle \theta (h)} tendeix a zero "més ràpid" que funció lineal, quan h tendeix a 0. Necessàriament la transformació lineal {\displaystyle T\;} és l'única cosa que es veu més clarament si adoptem com a definició de funció derivable aquell per al qual es compleix que hi hagi una aplicació lineal tal que:

{\displaystyle \lim _{h\to 0}{\frac {\|f(a+h)-f(a)-T(h)|}{\|h\|}}=0}

## Visualització Geomètrica
Per fixar idees, usant una funció {\displaystyle f:\mathbb {R} ^{2}\to \mathbb {R} } el gràfic seria un "llençol". La funció és diferenciable si el "llençol" no és "trencat" en els punts on és diferenciable. És a dir: la funció és "suau" a tots els punts del seu domini, hi ha la matriu jacobiana o derivada en aquests punts.

## Exemples

### De funció diferenciable
La funció f (x,y) és diferenciable, perquè existeixen les derivades parcials en un entorn de qualsevol punt i hi són contínues:

{\displaystyle f(x,y)=y^{x+y}\;}

### De funció derivable no-diferenciable
En canvi la funció g (x, y) és contínua, admet derivades segons les variables  x  i y, i fins i tot derivades direccionals, però no és diferenciable en (0,0):

{\displaystyle g(x,y)={\frac {x|y|}{\sqrt {x^{2}+y^{2}}}}}

### De funció no-derivable i no-diferenciable
La funció {\displaystyle h(x,y)\;} no és diferenciable en (0,0) perquè no és contínua en aquest punt tot i que hi ha derivades parcials de qualsevol ordre en el punt (0, 0):

{\displaystyle h(x,y)={\frac {xy^{2}}{x^{4}+y^{4}}}}